# Noordwest-Saksisch voetbalkampioenschap 1903/04
In 1903/04 werd het derde voetbalkampioenschap van Noordwest-Saksen gespeeld, dat georganiseerd werd door de Midden-Duitse voetbalbond. VfB Leipzig werd kampioen en plaatste zich voor de Midden-Duitse eindronde. De club speelde eerder echter al als titelverdediger de eindronde om de Duitse landstitel. 
VfB plaatste zich ook voor de finale tegen Britannia Berlin, maar deze wedstrijd werd niet gespeeld. In het reglement stond dat de wedstrijd op neutraal terrein gespeeld moest worden, maar dat was financieel niet haalbaar. Hierop protesteerde Karlsruher FV, dat met 6-1 verloren had op het veld van Britannia, waardoor de wedstrijd uiteindelijk afgelast werd. Ook de Midden-Duitse finale, die gepland stond na de nationale werd uiteindelijk niet gespeeld al riep de bond wel Leipzig als kampioen uit. 
Vanaf dit seizoen werd er ook een 2de klasse ingevoerd.

## 1. Klasse
| Plaats | Club                   | Wed. | W | G | V | Saldo | Ptn. |
| ------ | ---------------------- | ---- | - | - | - | ----- | ---- |
| 1.     | VfB Leipzig            | 8    | 7 | 0 | 1 | 37:4  | 14:2 |
| 2.     | FC Wacker Leipzig      | 8    | 6 | 0 | 2 | 19:15 | 12:4 |
| 3.     | Hallescher FC 1896     | 8    | 4 | 0 | 4 | 12:27 | 8:8  |
| 4.     | Leipziger BC 1893      | 8    | 2 | 0 | 6 | 3:14  | 4:12 |
| 5.     | FC Lipsia 1893 Leipzig | 8    | 0 | 0 | 8 | 1:12  | 0:16 |

De wedstrijd  Leipziger BC 1893 - FC Lipsia werd niet gespeeld en telde als een verlies voor beide clubs. 
|  | Kampioen, geplaatst voor Midden-Duitse eindronde |

## 2. Klasse
| Plaats | Club                         | Wed. | Saldo | Ptn.  |
| ------ | ---------------------------- | ---- | ----- | ----- |
| 1.     | Leipziger BC II              | 12   | 20:8  | 14:10 |
| 2.     | VfB Leipzig II               | 12   | 23:16 | 14:10 |
| 3.     | FC Vorwärts Leipzig          | 12   | 19:13 | 12:12 |
| 4.     | FC Sportfreunde 1900 Leipzig | 12   | 19:24 | 12:12 |
| 5.     | Hallescher FC Wacker         | 12   | 17:23 | 12:12 |
| 6.     | FC Hohenzoller 1898 Halle    | 12   | 12:24 | 12:12 |
| 7.     | FC Wacker Leipzig II         | 12   | 19:31 | 8:16  |

|  | Promotie naar 1. Klasse |